# ニシキギ属
ニシキギ属（Euonymus）はニシキギ科に属する、落葉性または常緑性の木本。

## 概要
葉は対生する。花は緑または黄色で小さくて目立たず、数個が集散花序をつくる。果実は蒴果で3-5裂し、割れると赤橙色の仮種皮を持つ大きな種子が現れよく目立つ。種子は鳥に食われて広がるが、種子には毒性があり食用にはならない。
日本の他にユーラシア大陸、北アメリカ大陸、オーストラリア、マダガスカルなどの温帯、熱帯に分布し、220種ほどからなる。つる性のものもある。東アジアに特に多く分布し、日本には18種ある。

## 利用
果実や落葉樹の紅葉が美しいので栽培されるものが多い。マサキは生け垣に利用され、紅葉の美しいニシキギなども庭や公園に植えられる。
木材も利用される。ヨーロッパではスピンドル（紡錘）に使用された（そのため英語でスピンドルSpindleと呼ぶ）。日本ではマユミ（真弓）を弓の材料にした。

## 日本の種
日本には北海道から琉球諸島まで広く分布する、下記を含む20種以上がある。
- ニシキギ Euonymus alatus (Thunb.) Siebold
  - ケニシキギ Euonymus alatus (Thunb.) Siebold var. pilosus Loes. et Rehder
  - コマユミ Euonymus alatus (Thunb.) Siebold var. alatus f. striatus (Thunb.) Makino
  - ケコマユミ Euonymus alatus (Thunb.) Siebold f. apterus (Regel) Rehder
  - オオコマユミ Euonymus alatus (Thunb.) Siebold var. rotundatus (Makino) H.Hara
- リュウキュウマユミ Euonymus lutchuensis T.Itô
- ヤンバルマユミ Euonymus tashiroi Maxim.
- ニイタカマユミ Euonymus trichocarpus Hayata
- コクテンギ Euonymus tanakae Maxim.
- マサキ Euonymus japonicus Thunb.
- ヒメマサキ Euonymus boninensis Koidz.
- ツルマサキ  Euonymus fortunei (Turcz.) Hand.-Mazz.
  - ケツルマサキ Euonymus fortunei (Turcz.) Hand.-Mazz. var. villosus (Nakai) H.Hara
- ヒゼンマユミ Euonymus chibae Makino
- ムラサキマユミ Euonymus lanceolatus Yatabe
- マユミ Euonymus sieboldianus Blume
  - カントウマユミ Euonymus sieboldianus Blume var. sanguineus Nakai
- アンドンマユミ Euonymus oligospermus Ohwi
- サワダツ Euonymus melananthus Franch. et Sav.
- アオツリバナ Euonymus yakushimensis Makino
- クロツリバナ Euonymus tricarpus Koidz.
- ツリバナ Euonymus oxyphyllus Miq.
- ヒロハツリバナ  Euonymus macropterus Rupr.
- オオツリバナ Euonymus planipes (Koehne) Koehne

## ギャラリー

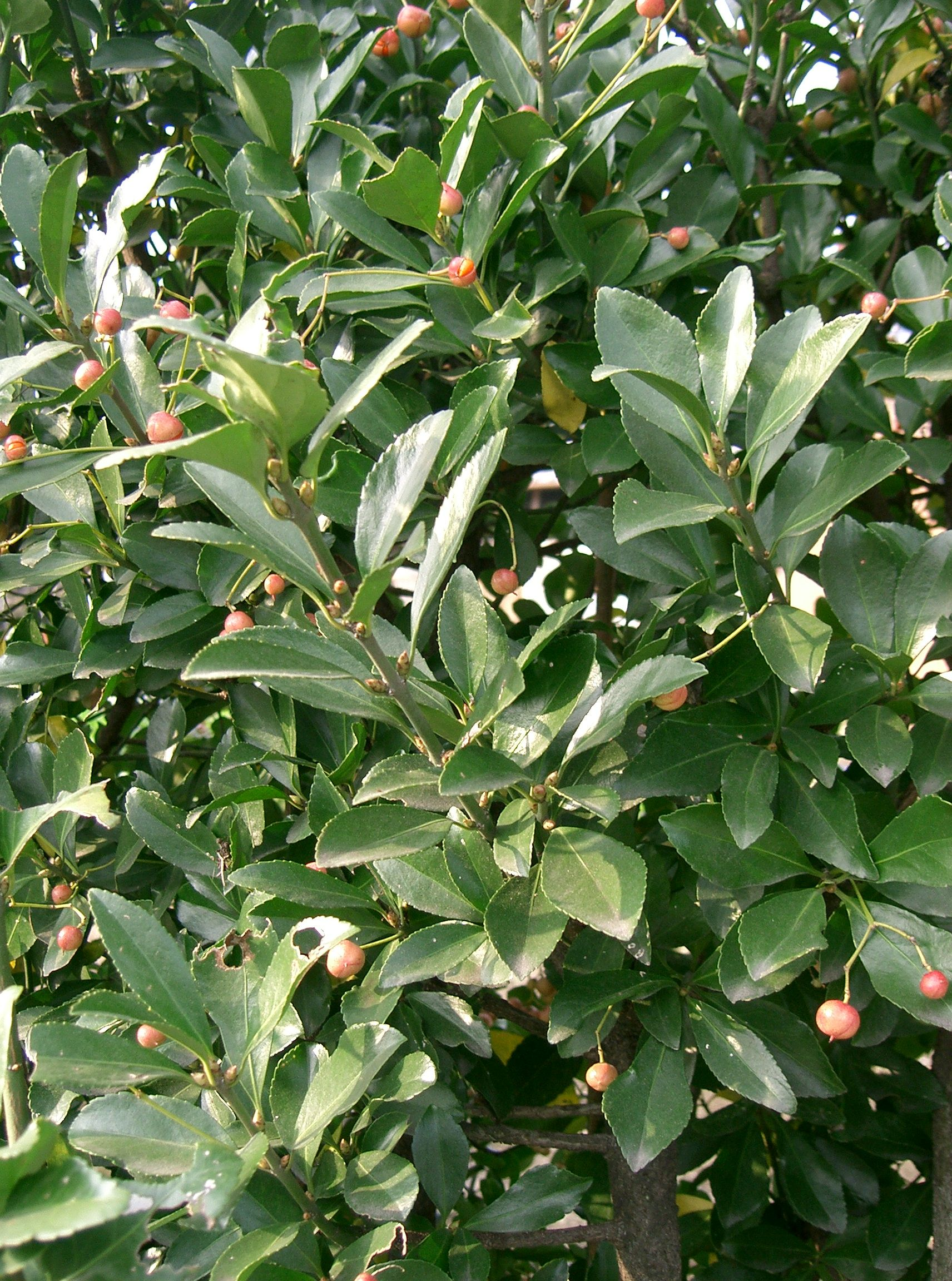
マサキ（実）
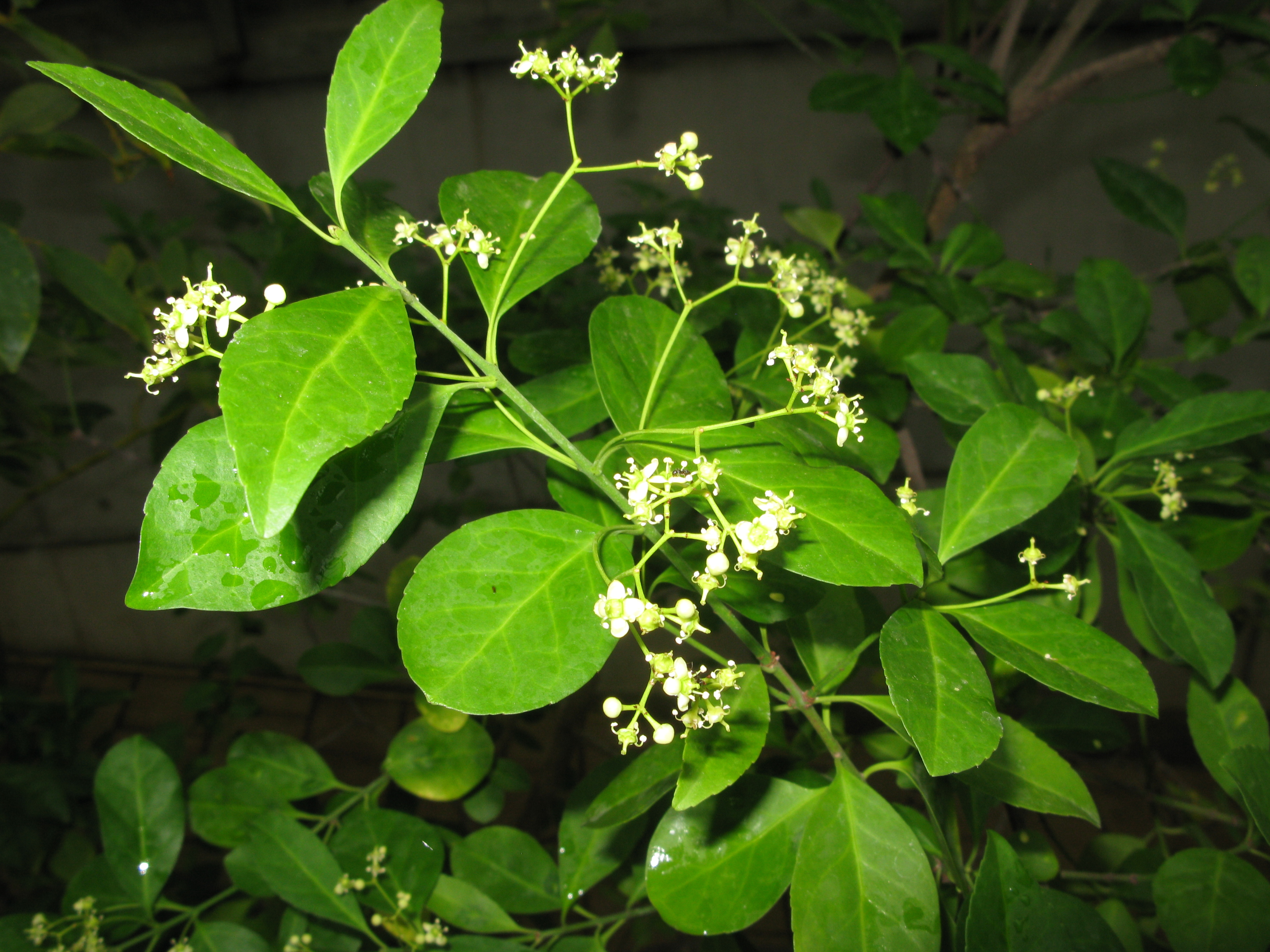
ヒメマサキ（花）
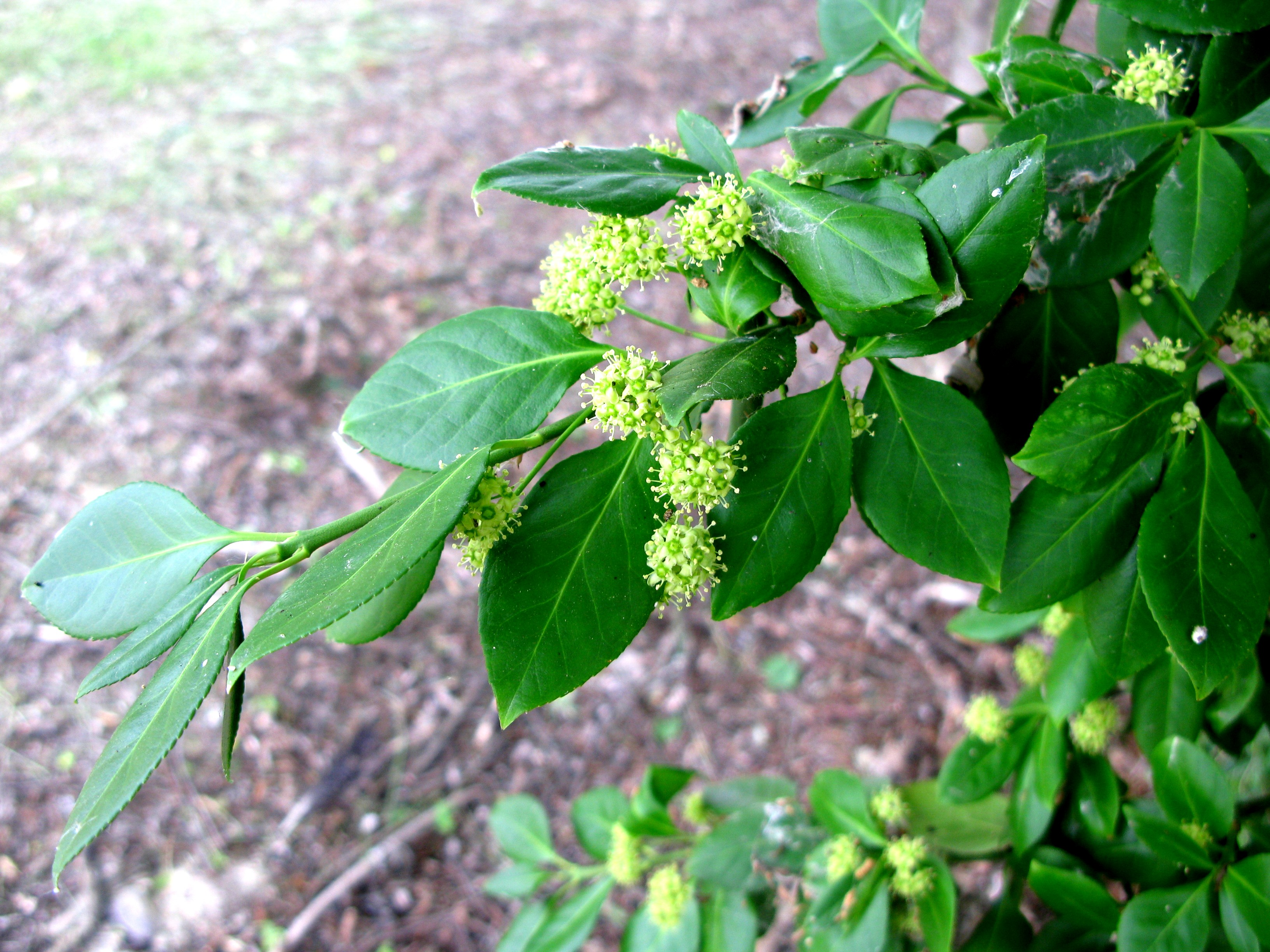
ツルマサキ（花）
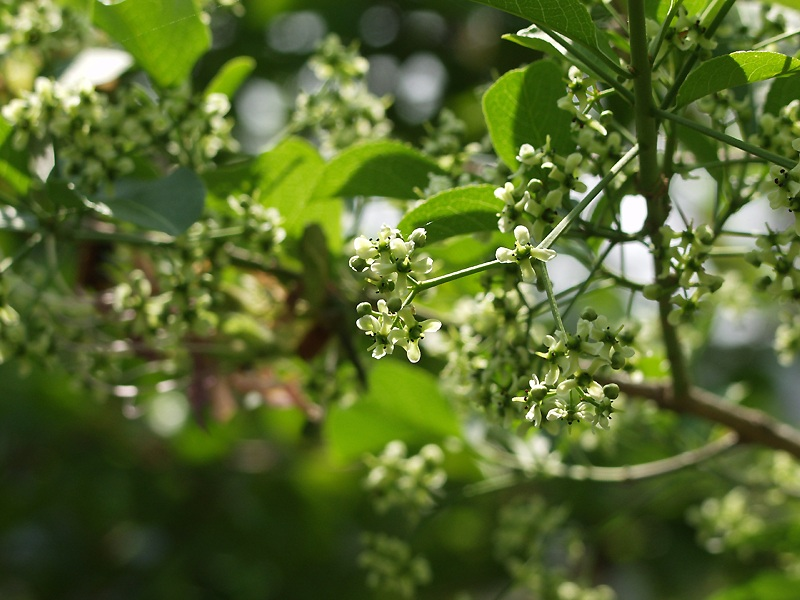
マユミ（花）
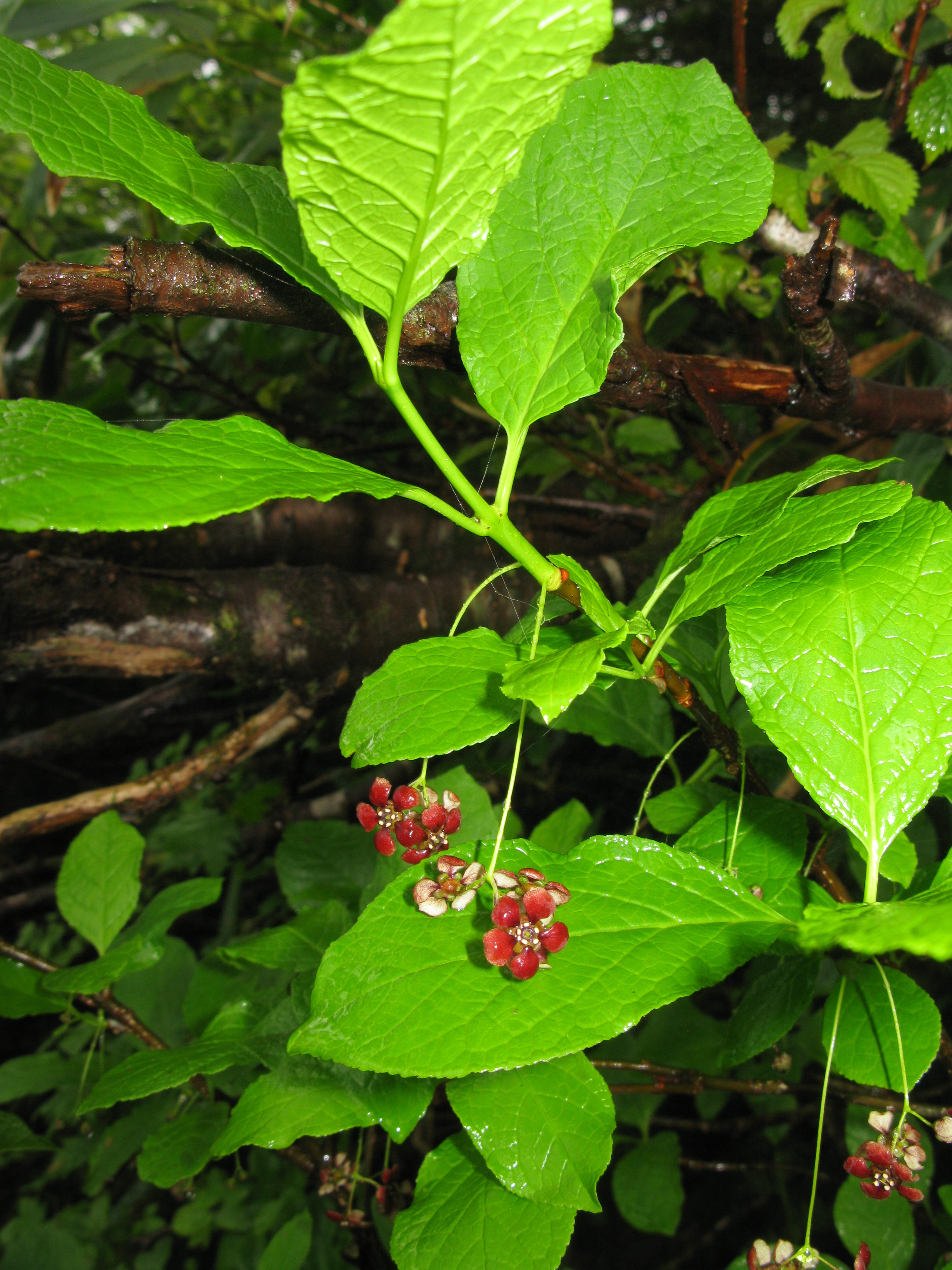
クロツリバナ（花）